# Monosapyga
Monosapyga is een geslacht van vliesvleugelige insecten van de familie knotswespen (Sapygidae).

## Soorten
- M. clavicornis - gewone knotswesp (Linnaeus, 1758)
- M. theresae Pic, 1920